# Emily Thomas (Snowboarderin)
Emily Thomas (* 19. Juli 1973 in Melbourne) ist eine ehemalige australische Snowboarderin.

## Werdegang
Thomas belegte bei den Snowboard-Weltmeisterschaften 2003 am Kreischberg den 20. Platz im Snowboardcross und wurde im selben Jahr australische Meisterin im Snowboardcross sowie im Big Air. Bei den Winter-X-Games 2004 in Aspen kam sie auf den siebten Platz im Slopestyle. Zu Beginn der Saison 2004/05 nahm sie in Valle Nevado erstmals im Snowboard-Weltcup der FIS teil, wobei sie die Plätze 24 und 23 im Snowboardcross errang. Im weiteren Saisonverlauf erreichte sie mit Platz 21 im Snowboardcross in Lake Placid ihre beste Platzierung im Weltcup und kam bei den Snowboard-Weltmeisterschaften 2005 in Whistler auf den 22. Platz im Snowboardcross. Zudem wurde sie bei den Winter-X-Games 2005 Fünfte im Slopestyle. In der Saison 2005/06 belegte sie bei den Olympischen Winterspielen 2006 in Turin den 21. Platz im Snowboardcross und absolvierte am Kronplatz ihren 16. und damit letzten Weltcup, welchen sie auf dem 35. Platz im Snowboardcross beendete. In der Saison 2006/07 wurde sie bei den Burton New Zealand Open im Snow Park Zweite und bei den X-Trail Nippon Open Vierte im Slopestyle.

## Teilnahmen an Weltmeisterschaften und Olympischen Winterspielen

### Olympische Winterspiele
- 2006 Turin: 21. Platz Snowboardcross

### Snowboard-Weltmeisterschaften
- 2003 Kreischberg: 20. Platz Snowboardcross
- 2005 Whistler: 22. Platz Snowboardcross